# 吴康哲
吴康哲（1993年9月16日—），朝鲜男子举重运动员，2017年亚洲举重锦标赛男子69公斤级银牌得主、2018年亚洲运动会男子69公斤级金牌得主、2019年亚洲举重锦标赛男子73公斤级铜牌得主、2019年世界举重锦标赛男子73公斤级银牌得主。